# Stephan Josef Krey

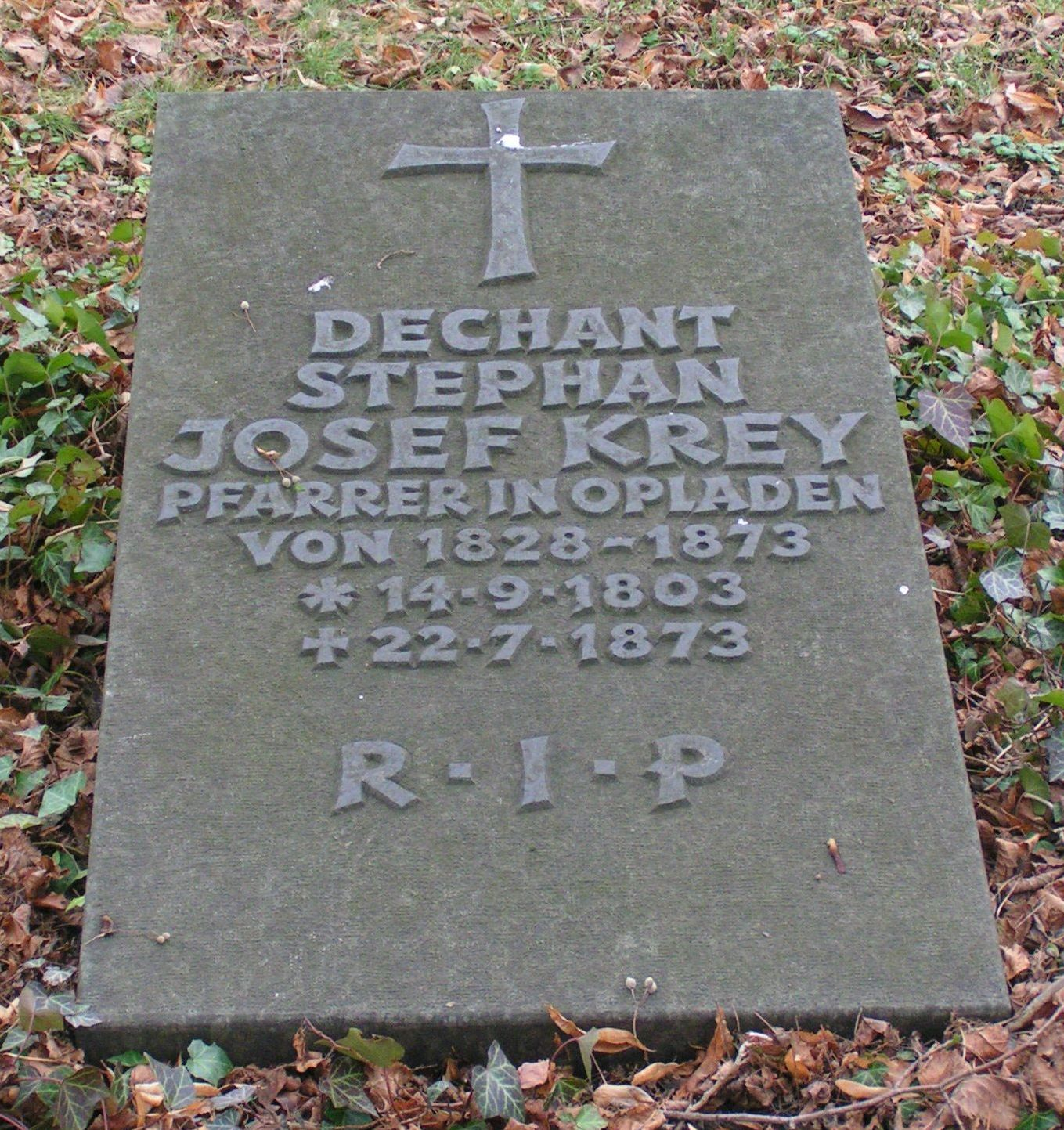
Grabstein von Dechant Krey auf dem Friedhof am Remigius-Krankenhaus in Opladen

Stephan Josef Krey (* 14. September 1803 in Benrath; † 22. Juli 1873 in Opladen) war ein deutscher katholischer Pfarrer.

## Leben
Krey studierte an der Universität Bonn Theologie. 1827 wurde er Vikar in Hilden. 1828 übernahm er die Pfarrstelle St. Remigius in Opladen. Unter Beibehaltung dieser Pfarre wurde er 1844 Dechant für das Landdekanat Solingen. Auf seine Initiative hin wurde 1850 das Aloysianum Opladen gegründet. 1855 beauftragte er den Kölner Architekten und Diözesanbaumeister Vincenz Statz mit der Planung eines Neubaus der Pfarrkirche St. Remigius. Sie wurde 1863 fertig und gleichzeitig geweiht, nachdem die alte Kirche bereits 1862 abgerissen worden war.

## Auszeichnungen
Die Stadt Leverkusen hat ihm 1975 im Rahmen der kommunalen Neugliederung die Dechant-Krey-Straße im Stadtteil Opladen gewidmet.